# Clavelina puertosecensis
Clavelina puertosecensis är en sjöpungsart som beskrevs av C.S. Millar och Goodbody 1974. Clavelina puertosecensis ingår i släktet Clavelina och familjen klungsjöpungar. Inga underarter finns listade i Catalogue of Life.